# Mars 1751
Cette page présente les faits marquants du mois de mars 1751.

## Événements
- 31 mars : le futur George III du Royaume-Uni devient prince de Galles à la mort de son père[1].